# Joolz Denby
Pour les articles homonymes, voir Denby.
Joolz Denby, née Julianne Mumford le 9 avril 1955, est une poétesse, romancière et artiste graphique britannique basée à Bradford.

## Biographie
Principalement connue sous le pseudonyme de Joolz en tant que poétesse et personnalité de la scène punk anglaise depuis les années 1980, ses lectures sur scène, en solo ou au sein du trio Red Sky Coven sont célèbres internationalement. Quand elle ne se produit pas à la BBC ou à la télévision, elle arpente la scène dans les théâtres ou dans les festivals. Cette aisance et son charisme lui permettent d'être aussi la lectrice exclusive de ses livres audio. Cette qualité a été récompensée par des prix dont lUS Audio Industry Earphone Award pour son livre lu Stone Baby en 2005.
En 1998, Joolz Denby a gagné le premier prix de la Crime Writers' Association (ACW New Writer Award) pour son roman, Stone Baby.
Elle a été commissionnée par la région du Yorkshire, la Municipalité de Bradford dont elle a reçu un doctorat honorifique par l'Université de Bradford pour son rôle d'Ambassadrice Culturelle.
Depuis 1983, elle collabore avec Justin Sullivan et New Model Army dont elle signe la charte graphique depuis 1984.
Joolz Denby est aussi artiste peintre, tatoueuse professionnelle et photographe.
Elle est d'ailleurs l'initiatrice d'une exposition sur le tatouage à Bradford.
Actuellement, depuis 2005, elle est le manager du jeune groupe New York Alcoholic Anxiety Attack avec lequel elle a aussi un projet commun Death By Rock N' Roll. Elle est aussi très active sur plusieurs blogs et cosigne les scénarios d'"Exilée" et de "Secret Angles" avec Nemo Sandman et Patrick Eris.

## Recueil de Poèmes
Collections (poésie et courte prose)
- Mad, Bad, & Dangerous To Know, (Virgin Books, 1986)
- Emotional Terrorism, (Bloodaxe Books, 1990)
- The Pride of Lions, (Bloodaxe Books, (1994)
- Errors of the Spirit, (Flambard Press 2000)
- Pray For Us Sinners, (Comma Press, 2005)

## Romans
- Stone Baby, (Harper Collins, 1998) (Traduit en français par Patrick Eris pour les éd. Baleines 2006)
- Corazon, (Harper Collins, 2001)
- Billie Morgan, (Serpent's Tail, 2004)
- Borrowed Light, (Serpent's Tail, 2006)
- Wild Thing,  (Serpent's Tail, 2008)

## Discographie partielle
- Love is Sweet Romance (EMI EP, musique de New Model Army)
- Bad, Mad & Dangerous to Know (EMI EP, musique de New Model Army)
- Hex (EMI, 1990, musique de New Model Army)
- Weird Sister (Intercord Records, 1991, musique de Justin Sullivan)
- Joolz 1983-1985 (Abstract Records, 1993, compilation de Abstract Records avec musiques de Jah Wobble, Justin Sullivan et d'autres musiciens)
- True North (Wooltown Records, 1997, musique de Justin Sullivan)
- Red Sky Coven, Volumes 1&2 (Attack Attack Records 1999)
- Red Sky Coven, Volume 3 (Attack Attack Records 2002)
- Spirit Stories 2008 (Attack Attack Records 2008, musique de Justin Sullivan)

## Livres audio
- Stone Baby (1998, lecture de sa nouvelle)
- Billie Morgan (2005, lecture de sa nouvelle)